# Ідринське
Ідринське (рос. Идринское) — село в Красноярському краї Росії, адміністративний центр Ідринського району та Ідринської сільради.

## Географія
Розташоване на березі річки Сида за 120 км від залізничної станції Курагіно (на лінії Абакан - Саянська).

## Історія
Історичні факти свідчать про те, що село це заснували 1736 року козаки Абаканського острогу. Вивчивши кургани і менгіри, дослідники зробили висновок, що люди в цих землях селилися здавна. А освоєння цих місць Росією почалося лише на початку 18 століття. З давніх часів жителі цих земель займалися вирощуванням зернових культур і худоби.

## Населення
Населення - 5135 осіб.